# 폴라리스 오피스 웹 한글
폴라리스 오피스 웹 한글은 온라인에서 hwp 포맷의 한글 문서를 편집, 저장, 다운로드, 공유 할 수  있는 웹사이트이다.
로그인 없이도 쓸 수 있어서,  사이트 접속만 하면 바로 PC에 있는 hwp 포맷의 한글 문서를 편집 할 수도 있고, 새 문서도 만들 수 있다.

## 특징 및 도구
- 온라인에서 hwp 포맷의 한글 문서를 편집할 수 있다.
- 폴라리스 오피스를 만든 (주)폴라리스오피스( 인프라웨어 )에서 개발하여, 문서 호환성이나, 편집 기능이 괜찮은 편이다.
- 공유 기능이 있어서, 문서를 빠르게 공유 할 수 있다.
  - 14일까지만 공유링크가 유효하다.  14일 후에는 삭제된다.
  - 아마 서비스 초기라서 그런 것 같다.
  - 공유된 문서는 보기만 되고, 공동편집은 되지 않는다.
  - hwp 뷰어가 없는 상대방에게 문서를 공유하면, 공유 받는 사람은 뷰어 없어도 볼 수 있어서 편할 것 같다.

## 지원 브라우저
- Chrome
- Whale
- Edge
- FireFox
- Safari

## 모바일 지원
- 업데이트되어 모바일에 최적화된 화면을 제공한다.
- 지원 OS는 아래와 같다.
  - Android
  - IOS

## 다른 문서 포맷 지원
- 같은 개발사에서 다른 포맷의 문서 편집 & 보기도 지원한다.
- 지원 문서 포맷
  - xls, xlsx, csv : https://sheet.polarisoffice.com[1]
  - pptx, ppt : https://slide.polarisoffice.com[2]

## 같이 보기
- 폴라리스 오피스
- 말랑말랑
- 마이크로소프트 365
- 폴라리스 오피스 웹